# Holly Hunter
Holly P. Hunter (Conyers, Geòrgia, EUA, 20 de març de 1958) és una actriu estatunidenca. Entre les seves pel·lícules trobem Arizona baby, Broadcast News, Always, i El piano per la qual va guanyar uns quants premis, incloent-hi un Oscar a la millor actriu. Protagonitza la sèrie Saving Grace a la televisió per cable.

## Biografia
Holly Hunter és filla d'Opal Marguerite Catledge, mestressa de casa, i Charles Edwin Hunter, un pagès i representant de material esportiu. Hunter va aconseguir un títol en dramatúrgia a la Universitat Carnegie Mellon a Pittsburgh, després va anar a viure a la ciutat de Nova York i va compartir pis amb l’actriu amiga Frances McDormand. El 2008 Hunter explicava la seva vida al Bronx «al final de la línia D del metro, just al carrer 205, entre l’Avinguda Bainbridge i l’Avinguda Hull. Era un barri molt irlandès, tot i que unes quantes illes més enllà som en un món italià». Per sort va coincidir amb el dramaturg Beth Henley, quan van quedar tots dos atrapats en un ascensor, i la va portar al càsting de l’obra de Henley Crimes of the Heart. «Era al començament de 1982. Al carrer 49 entre Broadway i la vuitena Avinguda (...) a la cara sud del carrer», Hunter anava a una entrevista. «Vam estar atrapats 10 minuts; no gaire temps. Vàrem tenir una interessant conversa. Nosaltres dos».

## Escenaris i cinema
Quan va anar a Los Angeles, Califòrnia, el 1982, Hunter compartia una casa amb un grup de persones que incloïen McDormand i el director Sam Raimi, així com els futurs col·laboradors Joel Coen i Ethan Coen.
Hunter va fer el seu debut a la pantalla amb la pel·lícula de terror de 1981  The Burning. Després d’anar a Los Angeles, Hunter va sortir a pel·lícules per la TV abans de donar-li un paper secundari el 1984 Swing Shift. Aquell any, feia la seva primera col·laboració amb l'equip de guionistes-directors-productors dels germans Coen, a  Sang fàcil fent una aparició (que no va sortir als crèdits) com la veu d’una màquina. Fins al 1987 feinetes de cinema i televisió, quan gràcies a un paper protagonista a Arizona baby, i la seva nominació a l’Oscar pel seu paper a Broadcast News, Hunter es va convertir en una estrella aclamada per la crítica. Va continuar amb l’adaptació de l’obra de Henley Miss Firecracker; Always  (1989) de Steven Spielberg, un drama romàntic amb Richard Dreyfuss; i el docudrama per la TV sobre la Cort Suprema dels Estats Units Roe v. Wade (1989).
Després de la seva segona col·laboració amb Dreyfuss a Once Around (1991), Hunter va obtenir bones crítiques per la seva feina a tres pel·lícules del 1993, dues de les quals van suposar que se la nominés per a dos Oscars aquell mateix any: l'actuació de Hunter a The Firm (1993) li va suposar la nominació com a millor actriu secundària, mentre el seu retrat d'una dona escocesa muda involucrada en un embolic a El Piano de Jane Campion, amb Harvey Keitel, li va servir per a guanyar l’Oscar a la millor actriu. Hunter va sortir a pel·lícules com la comèdia dramàtica  Home for the Holidays (1995) i el thriller Copycat (1995). També a Crash (1996) de David Cronenberg o com a àngel sardònic en A Life Less Ordinary (1997). L'any següent, interpretava una novaiorquesa acabada de separar a Living Out Loud de Richard LaGravenese, al costat de Danny DeVito, Queen Latifa, i Martin Donovan. Hunter aconseguia ressenyes positives per les seves actuacions.

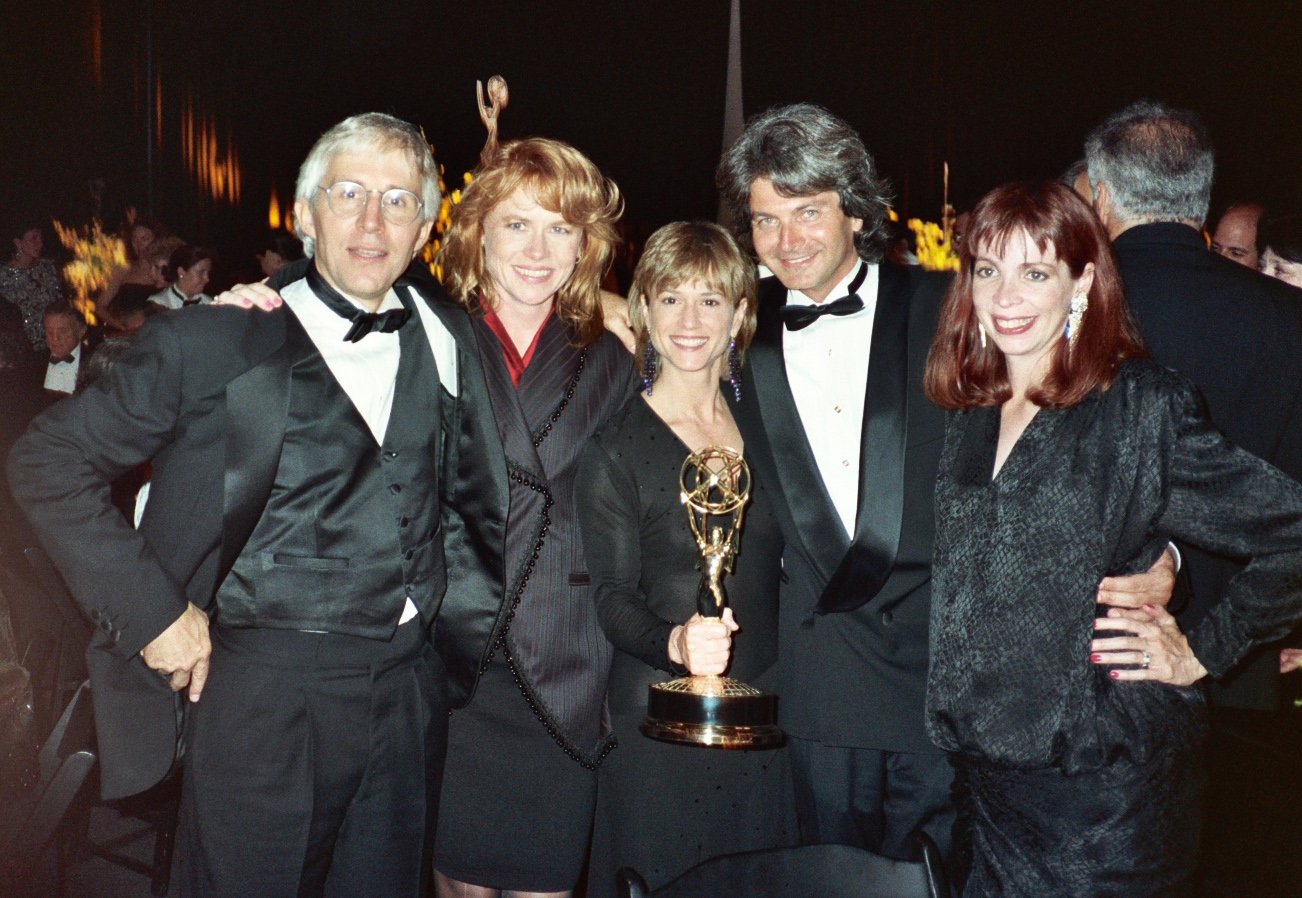
Premi Emmy el 1989

Hunter arrodonia els anys 1990 amb un paper menor en el drama independent Jesus' Son.
Després d'un paper secundari al film dels Coen  O Brother, Where Art Thou? (2000), Hunter participava en el telefilm La guerra del comtat de Harlam, una història de baralles entre els treballadors d’una mina de carbó de Kentucky. Hunter continuaria a la pantalla petita amb un paper a When Billie Beat Bobby (2001).; i com a narradora de l’Eco Challenge New Zealand abans de retornar al cinema amb un paper menor en el drama de 2002 Moonlight Mile. L’any següent trobem Hunter al drama Levity. També el 2003, Hunter tenia un paper que li suposaria una nominació a l’Oscar, Thirteen.
El 2004, Hunter protagonitzava amb Brittany Murphy la sàtira romàntica Little Black Book, i el mateix any posava la seva veu a la pel·lícula de dibuixos animats Els increïbles com la veu de Helen Parr, àlies la superheroine Elastigirl. El 2005, Hunter protagonitzava amb Robin Williams la comèdia negra Un cop de sort.
Hunter va esdevenir productora executiva, i ajudava a desenvolupar el seu protagonisme a la sèrie de TV Saving Grace que es va estrenar el juliol de 2007. Per la seva actuació va rebre un Globus d'Or i la nominació de dos premis Screen Actors Guild i d’un Emmy. El 30 de maig de 2008 Hunter va rebre una estrella al Passeig de la Fama de Hollywood. El 2009, va ser guardonada amb el Premi Lucy. El 2016, Hunter va interpretar la senadora Finch a Batman contra Superman: L'alba de la justícia. L'aspecte de Hunter es va utilitzar als còmics preqüela relacionats amb Batman contra Superman: L'alba de la justícia. El 2021 Hunter va protagonitzar al costat de Ted Danson la comèdia Mr. Mayor de NBC.

## Vida personal
Durant molts anys, Hunter va estar amb l’actor Arliss Howard. Es va casar amb el cineasta polonès Janusz Kaminski el 20 de maig de 1995 fins al seu divorci el 21 de desembre de 2001. Des de 2001, ha estat amb l'actor americà Gordon MacDonald, amb qui coprotagonitzava By the Bog of Cats el 2001 al Teatre de San José, i posteriorment el 2004 al West End Theatre. El gener de 2006, l’agent de Hunter anunciava que Hunter havia tingut bessons a l'edat de 47 anys; Entertainment Weekly informava més tard que els bessons eren nois.
El cosí de Hunter és Tim Salmon, jugador de beisbol de Los Angeles Angels of Anaheim.

## Filmografia
| Any  | Pel·lícula                                                                      | Paper                   | Notes |
| ---- | ------------------------------------------------------------------------------- | ----------------------- | --- |
| 1981 | The Burning                                                                     | Sophie                  | |
| 1984 | Torn de tarda (Swing Shift)                                                     | Jeannie                 | |
| 1984 | Sang fàcil                                                                      | Helene Trend            | No surt als crèdits Veu |
| 1987 | Arizona baby                                                                    | Edwina 'Ed' McDunnough  | |
| 1987 | Final de trajecte (End of the Line)                                             | Charlotte               | |
| 1987 | Broadcast News                                                                  | Jane Craig              | Os de Plata a la millor interpretació femenina Nominada − Oscar a la millor actriu Nominada − Globus d'Or a la millor actriu musical o còmica                              |
| 1987 | Louisiana (A Gathering of Old Men)                                              | Candy Marshall          | |
| 1989 | Miss Firecracker                                                                | Carnelle Scott          | |
| 1989 | Animal Behavior                                                                 | Coral Grable            | |
| 1989 | Always                                                                          | Dorinda Durston         | |
| 1989 | Roe vs. Wade                                                                    | Ellen Russell/Jane Doe  | TV Primetime Emmy a la millor actriu en minisèrie o telefilm Nominada − Globus d'Or a la millor actriu en minisèrie o telefilm                                             |
| 1991 | Once Around                                                                     | Renata Bella            | |
| 1993 | El piano (The Piano)                                                            | Ada McGrath             | Oscar a la millor actriu Premi a la interpretació femenina (Festival de Cannes) BAFTA a la millor actriu Globus d'Or a la millor actriu dramàtica                          |
| 1993 | The Firm                                                                        | Tammy Hemphill          | Nominada − Oscar a la millor actriu secundària Nominada − Globus d'Or a la millor actriu en minisèrie o telefilm Nominada − BAFTA a la millor actiu secundària             |
| 1993 | The Positively True Adventures of the Alleged Texas Cheerleader-Murdering Mom   | Wanda Holloway          | TV Primetime Emmy a la millor actriu en minisèrie o telefilm |
| 1995 | Copycat                                                                         | M.J. Monahan            | |
| 1995 | A casa per vacances (Home for the Holidays)                                     | Claudia Larson          | |
| 1996 | Crash                                                                           | Helen Remington         | |
| 1997 | A Life Less Ordinary                                                            | O'Reilly                | |
| 1998 | Living Out Loud                                                                 | Judith Moore            | |
| 1999 | Jesus' Son                                                                      | Mira                    | |
| 2000 | Coses que diries només de mirar-la (Things You Can Tell Just by Looking at Her) | Rebecca Weyman          | TV Nominada − Primetime Emmy a la millor actriu secundària en minisèrie o telefilm                                                                                         |
| 2000 | Es busca dona (Woman Wanted)                                                    | Emma Riley              | |
| 2000 | Timecode                                                                        | Renee Fishbine          | |
| 2000 | O Brother, Where Art Thou?                                                      | Penny                   | Nominada − premi Satellite per la millor actriu secundària |
| 2000 | Down from the Mountain                                                          | Ella mateixa            | documental |
| 2000 | La guerra del comtat de Harlam (Harlan County War)                              | Ruby Kincaid            | Nominada − Globus d'Or a la millor actriu en minisèrie o telefilm Nominada − Primetime Emmy a la millor actriu en minisèrie o telefilm                                     |
| 2001 | Festival in Cannes                                                              | Ella mateixa            | No surt als crèdits |
| 2002 | Searching for Debra Winger                                                      | Ella mateixa            | documental |
| 2002 | Moonlight Mile                                                                  | Mona Camp               | |
| 2002 | When Billie Beat Bobby                                                          | Billie Jean King        | Nominada − Primetime Emmy a la millor actriu en minisèrie o telefilm |
| 2003 | Rock That Uke                                                                   | Narrador                | documental |
| 2003 | Levity                                                                          | Adele Easley            | |
| 2003 | Thirteen                                                                        | Melanie Freeland        | Nominada − Oscar a la millor actriu secundària Nominada − Globus d'Or a la millor actriu secundària Nominada − BAFTA a la millor actriu secundària                         |
| 2004 | Little Black Book                                                               | Barb Campbell-Dunn      | |
| 2004 | Els increïbles (The Incredibles)                                                | Elastigirl              | veu |
| 2005 | Nou vides (Nine Lives)                                                          | Sonia                   | |
| 2005 | Un cop de sort (The Big White)                                                  | Margaret Barnell        | |
| 2007 | Saving Grace                                                                    | Grace Hanadarko         | Sèrie de televisió Nominada − Globus d'Or a la millor actriu en sèries de televisió dramàtica Nominada − Primetime Emmy a la millor actriu en sèrie dramàtica (2008, 2009) |
| 2016 | Batman contra Superman: L'alba de la justícia                                   | June Finch              | |
| 2016 | Strange Weather                                                                 | Darcy Baylor            | |
| 2017 | Breakable You                                                                   | Eleanor Weller          | |
| 2017 | The Big Sick                                                                    | Beth Gardner            | |
| 2017 | Song to Song                                                                    | Miranda                 | |
| 2018 | Incredibles 2                                                                   | Helen Parr / Elastigirl | veu |

### Televisió
| Any       | Títol                                                                         | Paper                  | Notes                                               |
| --------- | ----------------------------------------------------------------------------- | ---------------------- | --------------------------------------------------- |
| 1983      | Svengali                                                                      | Leslie                 | Pel·lícula de televisió                             |
| 1983      | An Uncommon Love                                                              | Karen                  | Pel·lícula de televisió                             |
| 1984      | With Intent to Kill                                                           | Wynn Nolen             | Pel·lícula de televisió                             |
| 1987      | A Gathering of Old Men                                                        | Candy Marshall         | Pel·lícula de televisió                             |
| 1989      | Roe vs. Wade                                                                  | Ellen Russell/Jane Doe | Pel·lícula de televisió                             |
| 1989      | The Three Billy Goats Gruff and The Three Little Pigs                         | Narradora (veu)        | Curt de televisió                                   |
| 1992      | Crazy in Love                                                                 | Georgie Symonds        | Pel·lícula de televisió                             |
| 1993      | The Positively True Adventures of the Alleged Texas Cheerleader-Murdering Mom | Wanda Holloway         | Pel·lícula de televisió                             |
| 2000      | Harlan County War                                                             | Ruby Kincaid           | Pel·lícula de televisió                             |
| 2000      | Things You Can Tell Just by Looking at Her                                    | Rebecca Weyman         | Segment: "Fantasies About Rebecca"                  |
| 2001      | When Billie Beat Bobby                                                        | Billie Jean King       | Pel·lícula de televisió; també productora executiva |
| 2007      | Peep and the Big Wide World                                                   | Robin (veu)            | Episodi: "Big Bird/Chirp Flies the Coop"            |
| 2007–2010 | Saving Grace                                                                  | Grace Hanadarko        | 46 episodis; també productora executiva             |
| 2013      | Top of the Lake                                                               | GJ                     | 6 episodis                                          |
| 2013      | Bonnie & Clyde                                                                | Emma Parker            | 2 episodis                                          |
| 2018      | Here and Now                                                                  | Audrey Bayer           | 10 episodis                                         |
| 2019      | Succession                                                                    | Rhea Jarrell           | 6 episodis                                          |
| 2019–2020 | Bless the Harts                                                               | Marjune Gamble (veu)   | 3 episodis                                          |
| 2020      | The Comey Rule                                                                | Sally Yates            | 2 episodis                                          |
| 2021–2022 | Mr. Mayor                                                                     | Arpi Meskimen          | Paper principal                                     |